# 普拉托 (提契諾州)
普拉托是瑞士的城鎮，位於該國南部，由提契諾州負責管轄，面積16.86平方公里，海拔高度1,043米，2011年人口429，八成人口信奉羅馬天主教，人口密度每平方公里25人。

## 外部連結
- （意大利文） Prato Leventina official website （页面存档备份，存于）
- （意大利文） Office of Ticino Statistics: Prato Leventina （页面存档备份，存于）